# Sciara barnardi
Sciara barnardi är en tvåvingeart som beskrevs av Edwards 1925. Sciara barnardi ingår i släktet Sciara och familjen sorgmyggor. Inga underarter finns listade i Catalogue of Life.